# Тест за бременност
Тестът за бременност има за цел да определи дали жената е бременна или не. Тестовете биват два вида – кръвен и уринен. И двата теста засичат нивата на човешки хорион гонадотропин или т.нар. hHG. Кръвният тест може да засече нивата на хормона на по-ранен етап спрямо уринния. Първите успешни тестове за бременност се появяват през 70-те години на 20 век.

## Уринен тест
Уринният тест за бременност може да даде положителен резултат след около 14 дни след зачеването. Предимство е, че е сравнително евтин, достъпен и може да се проведе в домашни условия. Засича нива на от около hHG 20mlU/ ml и нагоре.

## Кръвен тест
Кръвният тест засича доста по-ниски нива на hHG в сравнение с уринния тест и затова може да засече бременност след от 7 до 10 дни след зачеването. Може да бъде проведен само в лабораторни условия. При положителна стойност обикновено теста се повтаря след 48 часа, за да се установи нарастването на hHG.